# National Football League 1990s All-Decade Team
Das National Football League 1990s All-Decade Team beinhaltet die Liste der besten NFL-Spieler und -Coaches der 1990er-Jahre. Die Mitglieder werden durch Wahl aufgenommen. Gewählt werden die American-Football-Spieler und -Coaches von den Verantwortlichen der Pro Football Hall of Fame. Sie werden damit für ihre Leistungen als Spieler oder Trainer ausgezeichnet. Eine automatische Aufnahme in die Ruhmeshalle des amerikanischen Footballsports ist damit jedoch nicht verbunden. Die Spieler werden lediglich in den Rekordbüchern der NFL geehrt. 

## Offense
| Spielerposition | Spielername      | Profimannschaft                                  | College                                | Mitglied in der Pro Football Hall of Fame |
| --------------- | ---------------- | ------------------------------------------------ | -------------------------------------- | ----------------------------------------- |
| Quarterback     | Brett Favre      | Atlanta Falcons Green Bay Packers                | Southern Mississippi                   | ja                                        |
| Quarterback     | John Elway       | Denver Broncos                                   | Stanford University                    | ja                                        |
| Runningback     | Emmitt Smith     | Dallas Cowboys Arizona Cardinals                 | University of Florida                  | ja                                        |
| Runningback     | Thurman Thomas   | Buffalo Bills                                    | Oklahoma State University – Stillwater | ja                                        |
| Runningback     | Barry Sanders    | Detroit Lions                                    | Oklahoma State University – Stillwater | ja                                        |
| Runningback     | Terrell Davis    | Denver Broncos                                   | University of Georgia                  | ja                                        |
| Wide Receiver   | Michael Irvin    | Dallas Cowboys                                   | Miami                                  | ja                                        |
| Wide Receiver   | Tim Brown        | Los Angeles Raiders Oakland Raiders              | University of Notre Dame               | ja                                        |
| Wide Receiver   | Cris Carter      | Minnesota Vikings                                | Ohio State University                  | ja                                        |
| Wide Receiver   | Jerry Rice       | San Francisco 49ers                              | Mississippi Valley State University    | ja                                        |
| Tight End       | Shannon Sharpe   | Denver Broncos                                   | Savannah State University              | ja                                        |
| Tight End       | Ben Coates       | New England Patriots                             | Livingstone College                    | nein                                      |
| Tackle          | Willie Roaf      | New Orleans Saints                               | Louisiana Tech University              | ja                                        |
| Tackle          | Gary Zimmerman   | Minnesota Vikings Denver Broncos                 | University of Oregon                   | ja                                        |
| Tackle          | Tony Boselli     | Jacksonville Jaguars                             | University of Southern California      | ja                                        |
| Tackle          | Richmond Webb    | Miami Dolphins                                   | Texas A&M University                   | nein                                      |
| Guard           | Bruce Matthews   | Houston Oilers Tennessee Oilers Tennessee Titans | University of Southern California      | ja                                        |
| Guard           | Larry Allen      | Dallas Cowboys                                   | Sonoma State                           | ja                                        |
| Guard           | Steve Wisniewski | Los Angeles Raiders Oakland Raiders              | Pennsylvania State University          | nein                                      |
| Guard           | Randall McDaniel | Minnesota Vikings                                | Arizona State University               | ja                                        |
| Center          | Dermontti Dawson | Pittsburgh Steelers                              | University of Kentucky                 | ja                                        |
| Center          | Mark Stepnoski   | Dallas Cowboys Houston Oilers Tennessee Oilers   | University of Pittsburgh               | nein                                      |

## Defense
| Spielerposition  | Spielername       | Profimannschaft                                                                 | College                                             | Mitglied in der Pro Football Hall of Fame |
| ---------------- | ----------------- | ------------------------------------------------------------------------------- | --------------------------------------------------- | ----------------------------------------- |
| Defensive End    | Bruce Smith       | Buffalo Bills                                                                   | Virginia Polytechnic Institute and State University | ja                                        |
| Defensive End    | Reggie White      | Philadelphia Eagles Green Bay Packers Carolina Panthers                         | University of Tennessee                             | ja                                        |
| Defensive End    | Chris Doleman     | Minnesota Vikings Atlanta Falcons San Francisco 49ers                           | University of Pittsburgh                            | ja                                        |
| Defensive End    | Neil Smith        | Kansas City Chiefs Denver Broncos                                               | University of Nebraska                              | nein                                      |
| Defensive Tackle | Cortez Kennedy    | Seattle Seahawks                                                                | University of Miami                                 | ja                                        |
| Defensive Tackle | John Randle       | Minnesota Vikings                                                               | Texas A&M University                                | ja                                        |
| Defensive Tackle | Warren Sapp       | Tampa Bay Buccaneers                                                            | University of Miami                                 | ja                                        |
| Defensive Tackle | Bryant Young      | San Francisco 49ers                                                             | University of Notre Dame                            | ja                                        |
| Linebacker       | Kevin Greene      | Los Angeles Rams Pittsburgh Steelers Carolina Panthers San Francisco 49ers      | Auburn University                                   | ja                                        |
| Linebacker       | Junior Seau       | San Diego Chargers Miami Dolphins New England Patriots                          | USC                                                 | ja                                        |
| Linebacker       | Derrick Thomas    | Kansas City Chiefs                                                              | Alabama                                             | ja                                        |
| Linebacker       | Cornelius Bennett | Buffalo Bills Atlanta Falcons Indianapolis Colts                                | University of Alabama                               | nein                                      |
| Linebacker       | Levon Kirkland    | Pittsburgh Steelers                                                             | Clemson University                                  | nein                                      |
| Linebacker       | Hardy Nickerson   | Pittsburgh Steelers Tampa Bay Buccaneers Jacksonville Jaguars Green Bay Packers | University of California                            | nein                                      |
| Cornerback       | Aeneas Williams   | Phoenix Cardinals Arizona Cardinals St. Louis Rams                              | Southern University                                 | ja                                        |
| Cornerback       | Deion Sanders     | Atlanta Falcons San Francisco 49ers Dallas Cowboys                              | Florida State University                            | ja                                        |
| Cornerback       | Rod Woodson       | Pittsburgh Steelers San Francisco 49ers Baltimore Ravens                        | Purdue University                                   | ja                                        |
| Cornerback       | Darrell Green     | Washington Redskins                                                             | Texas A&M University                                | ja                                        |
| Safety           | LeRoy Butler      | Green Bay Packers                                                               | Florida State University                            | ja                                        |
| Safety           | Steve Atwater     | Denver Broncos New York Jets                                                    | University of Arkansas                              | ja                                        |
| Safety           | Carnell Lake      | Pittsburgh Steelers Jacksonville Jaguars Baltimore Ravens                       | UCLA                                                | nein                                      |
| Safety           | Ronnie Lott       | San Francisco 49ers Los Angeles Raiders New York Jets                           | University of Southern California                   | ja                                        |

## Special Teams
| Spielerposition | Spielername     | Profimannschaft                                                                           | College                   | Mitglied in der Pro Football Hall of Fame |
| --------------- | --------------- | ----------------------------------------------------------------------------------------- | ------------------------- | ----------------------------------------- |
| Kicker          | Morten Andersen | New Orleans Saints Atlanta Falcons                                                        | Michigan State University | ja                                        |
| Kicker          | Gary Anderson   | Pittsburgh Steelers Philadelphia Eagles San Francisco 49ers Minnesota Vikings             | Syracuse University       | nein                                      |
| Punter          | Darren Bennett  | San Diego Chargers                                                                        | -                         | nein                                      |
| Punter          | Sean Landeta    | New York Giants St. Louis Rams Tampa Bay Buccaneers Green Bay Packers Philadelphia Eagles | Towson University         | nein                                      |
| Kick Returner   | Michael Bates   | Seattle Seahawks Cleveland Browns Carolina Panthers                                       | Arizona State University  | nein                                      |
| Kick Returner   | Mel Gray        | Detroit Lions Houston Oilers Philadelphia Eagles                                          | Purdue University         | nein                                      |
| Punt Returner   | Deion Sanders   | Atlanta Falcons San Francisco 49ers Dallas Cowboys                                        | Florida State University  | ja                                        |
| Punt Returner   | Mel Gray        | Detroit Lions Houston Oilers Philadelphia Eagles                                          | Purdue University         | nein                                      |

## Coaches
| Trainername   | Profimannschaft                                                   | College                  | Mitglied in der Pro Football Hall of Fame |
| ------------- | ----------------------------------------------------------------- | ------------------------ | ----------------------------------------- |
| Bill Parcells | Dallas Cowboys New York Giants New England Patriots New York Jets | Wichita State University | ja                                        |
| Marv Levy     | Buffalo Bills                                                     | Coe College              | ja                                        |